# Bangsia flavovirens
El clorospingo verdiamarillo (en Ecuador) (Bangsia flavovirens), también denominado montero verdiamarillo (en Colombia), frutero verde y amarillo o tangara verdiamarilla, es una especie de ave paseriforme de la familia Thraupidae, perteneciente al  género Bangsia, anteriormente situada en el género Chlorospingus. Es nativo del noroeste de América del Sur. 

## Distribución y hábitat
Se distribuye en la parte baja de la pendiente del Pacífico de los Andes del suroeste de Colombia (Nariño y Valle del Cauca) y en el noroeste de Ecuador (Esmeraldas y Pichincha).
Esta especie es considerada rara y local en su hábitat natural: las selvas húmedas de estribaciones montañosas, con abundancia de musgos y sus bordes, principalmente entre 500 y 1050 m de altitud.

## Estado de conservación
El clorospingo verdiamarillo ha sido calificado como vulnerable por la Unión Internacional para la Conservación de la Naturaleza (IUCN) debido a que su pequeña zona de distribución y su baja población, estimada entre 2500 y 10 000 individuos maduros, se presumen estar en decadencia como resultado de la significativa pérdida de hábitat. Adicionalmente ocurre en unas pocas localidades y se asume que las subpoblaciones sean muy pequeñas.

## Sistemática

### Descripción original
La especie B. flavovirens fue descrita por primera vez por el ornitólogo estadounidense George Newbold Lawrence en 1867 bajo el nombre científico Buarremon flavovirens; su localidad tipo es: «Pichincha, Ecuador».

### Etimología
El nombre genérico femenino «Bangsia» conmemora al zoólogo estadounidense Outram Bangs (1863–1932); y el nombre de la especie «flavovirens», se compone de las palabras del latín «flavus»: amarillo, y «virens»: verde, en referencia a los colores de la especie.

### Taxonomía
La presente especie estuvo tradicionalmente incluida en el género Chlorospingus, de la familia Passerelidae, pero los estudios genético moleculares de Klicka et al. (2014) encontraron que no pertenecía a Chlorospingus y que en realidad era un tráupido verdadero. Los estudios genético moleculares de Avendaño et al. (2016) encontraron que sus parientes más próximos eran las tangaras Bangsia y recomendaron su transferencia para este género. Esta transferencia fue aprobada en la Propuesta N° 862 al Comité de Clasificación de Sudamérica (SACC). La clasificación Clements checklist/eBird todavía no ha implementado estos cambios taxonómicos. Es monotípica.